# Sella di Monte Cristo
De Sella di Monte Cristo is een 1760 meter hoge bergpas in de Italiaanse regio Abruzzo. Over de pas voert de provinciale weg SP17 die vanuit Assergi naar de Campo Imperatore voert.
Ten noorden van de bergpas verheft zich de Monte Cristo (1930 m) waarop tot enkele jaren geleden 's winters nog volop geskied werd. Vanaf de pashoogte heeft men in oostelijke richting uitzicht op de Campo Imperatore, de Monte Camicia en Monte Prena. De weg is aan beide zijden goed onderhouden. De zuidzijde telt een groot aantal scherpe bochten. In noordelijke richting leidt de weg met enkele ruime bochten naar de hoogvlakte.
Agnello · Aprica · Assietta · Baremone · Brenner · Brocon · Cadibona · Capannelle · Campolongo · Costalunga · Croce Dominii · Cuvignone · Duran · Esischie · Falzarego · Fauniera · Fedaia · Finestre · Forcola di Livigno · Foscagno · Gardena · Gavia · Giau · Giogo di Bala · Grote Sint-Bernhard · Jaufen · Joux · Kleine Sint-Bernhard · Lavaze · Leonessa · Lombarda · Maddalena · Manghen · Maniva · Mendel · Montgenèvre · Mont-Cenis · Monte Cristo · Mortirolo · Nigra · Nivolet · Penser Joch · Platigliolepas · Pfitscherjoch · Plöcken · Pordoi · Pratoriscio · Predil · Presolana · Reschen · Rolle · Sampeyre · San Carlo · San Marco · San Pellegrino · San Zeno · Scale · Sella · Sestriere · Sommeiller · Splügen · Staller Sattel · Staulanza · Stelvio · Tenda · Timmelsjoch · Tonale · Tre Croci · Tremalzo · Umbrail · Val Bighera · Valcavera · Valles · Valparola · Via del Sale · Vivione · Würz